# Saint-Bard
Saint-Bard är en kommun i departementet Creuse i regionen Nouvelle-Aquitaine i de centrala delarna av Frankrike. Kommunen ligger i kantonen Crocq som tillhör arrondissementet Aubusson. År 2022 hade Saint-Bard 95 invånare.

## Befolkningsutveckling
Antalet invånare i kommunen Saint-Bard
Referens:INSEE